# Bartosz Białkowski
Bartosz Białkowski (6 de juliol de 1987, Braniewo, Polònia) és un futbolista polonès. Fa de porter al Southampton FC a Anglaterra.

## Clubs de futbol
| Club           | País       | Any       |
| -------------- | ---------- | --------- |
| Olimpia Elbląg | Polònia    | 2003-2006 |
| Southampton FC | Anglaterra | 2006-2009 |
| Barnsley FC    | Anglaterra | 2009      |
| Southampton FC | Anglaterra | 2009-     |